# Sestamibi technetu-99m
Sestamibi technetu-99m (skrótowo: sestamibi) – organiczny związek chemiczny, radiofarmaceutyk znajdujący zastosowanie w scyntygrafii perfuzyjnej mięśnia sercowego i diagnostyce niektórych nowotworów, a także gruczolaków przytarczyc. 

## Budowa i otrzymywanie
Jest to kompleks kationowy, którego atom centralny stanowi radioizotop technetu, 99m
Tc7+
, a ligandami jest sześć anionów metoksyizobutyloizonitrylu (MIBI). Otrzymuje się go w wyniku ogrzewania przez 15 min. w 100 °C wodnego roztworu [Cu(MIBI)
4]BF
4 i Na(99m
TcO
4) w obecności NaCl, SnCl
2, cysteiny, cytrynianu sodu i mannitolu.

## Przeciwwskazania
Preparatu nie należy podawać kobietom w ciąży i karmiącym. Kobietom w wieku rozrodczym zaleca się przeprowadzenie badania w pierwszych 10 dniach cyklu.

## Działania uboczne
Nie są znane. Należy przestrzegać przeciwwskazań do podawania radiofarmaceutyku.